# Маршрути Сантьяго-де-Компостела у Франції
У грудні 1998 року ЮНЕСКО внесло Маршрути Сантьяго-де-Компостела у Франції в список Світової спадщини. Маршрути пролягають через такі регіони Франції: Аквітанія, Овернь, Нижня Нормандія, Бургундия, Центр, Шампань-Арденни, Іль-де-Франс, Лангедок-Русійон, Лімузен, Південь-Піренеї, Пікардія, Пуату-Шаранта та Прованс-Альпи-Лазурний берег. ЮНЕСКО вказує на роль маршрутів у «релігійному та культурному обміні», розвитку «спеціалізованих споруд» уздовж маршрутів та їх «виняткове свідчення сили та впливу християнської віри серед людей усіх класів та країн Європи в середні віки».
ЮНЕСКО внесло 71 споруду вздовж маршрутів і сім ділянок Шемен-дю-Пюї у список Світової спадщини. Здебільшого це пам'ятки, церкви чи лікарні, які надавали послуги паломникам, які прямували до Сантьяго-де-Компостела в Іспанії. Деякі з них самі по собі є місцями паломництва. Інші споруди становлять вежу, міст і міську браму.

## Структура
Об'єкти, включені до списку ЮНЕСКО, — це переважно пам'ятки, церкви чи лікарні, які надавали послуги паломникам, які прямували до Сантьяго-де-Компостела в Іспанії. Деякі з них самі по собі є місцями паломництва. Серед інших споруд — вежа, мости, міські брами та доісторична кам'яна споруда. Коли ЮНЕСКО визначає пам'ятники як об'єкти Світової спадщини, це часто призводить до зростання туризму, що ставить під сумнів здатність місцевих громад продовжувати охороняти самі об'єкти.

### Овернь-Рона-Альпи
1. Клермон-Ферран: базиліка Нотр-Дам дю Порт
2. Ле-Пюї-ан-Веле: собор
3. Ле-Пюї-ан-Веле: Hôtel-Dieu Saint-Jacques

### Бургундія-Франш-Конте
1. Ла-Шарите-сюр-Луар: церква Святий Хрест-Нотр-Дам
2. Аскен: церква Сен-Жак д'Асквін
3. Везле: колишня церква абатства Сент-Мадлен

### Центр — Долина Луари
1. Неві-Сен-Сепюльшр: колегіальна церква Сент-Етьєн (колишня колегіальна церква Сен-Жак) — Центр — Долина Луари
2. Бурж: собор Сент-Етьєн — Центр

### Гранд-Ест
1. Л'Епін: Basilica Нотр-Дам де Л'Епін
2. Шалон-ан-Шампань: church Нотр-Дам-ан-Во

### О-де-Франс
1. Ам'єн: собор Нотр-Дам
2. Комп'єнь: parochial church Saint-Jacques
3. Дуе: Église Saint-Jacques de Douai
4. Фольвіль: parochial church Saint-Jean-Baptiste

### Іль-де-Франс
1. Париж: Вежа Сен-Жак — Іль-де-Франс

### Нормандія
1. Мон-Сен-Мішель — Нижня Нормандія

### Нова Аквітанія
1. Періге: собор Сен-Фрон
2. Сент-Аві-Сеньєр: церква
3. Ле-Бюїссон-де-Кадуен: колишнє абатство
4. Базас: колишній собор
5. Бордо: Базиліка Святого Северина
6. Бордо: Базиліка Святого Михайла
7. Бордо: Собор святого Андрія
8. Ла-Сов: абатство Ла-Сов-Мажор
9. Ла-Сов-Мажор: церква Сен-П'єр
10. Сулак-сюр-Мер: церква Notre-Dame-de-la-Fin-des-Terres
11. Ер-сюр-л'Адур: церква Сент-Квітері
12. Мімізан: дзвіниця
13. Сорд-л'Аббе: абатство Сен-Жан
14. Сен-Севе: абатство
15. Ажен: собор Сен-Капре
16. Байонна: собор Сент-Марі
17. Л'Опіталь-Сен-Блез: церква
18. Сен-Жан-П'є-де-Пор: брама Сен-Жак
19. Олорон-Сент-Марі: church Sainte Marie
20. Сент: церква Сен-Євтроп
21. Сен-Жан-д'Анжелі: королівське абатство Сен-Жан-Батист
22. Мель: церква Сент-Ілер
23. Ольне: церква Сен-П'єр
24. Пуатьє: церква Сен-Ілер-ле-Гранд
25. Пон: колишня лікарня паломників
26. Сен-Леонар-де-Нобла: церква Сен-Леонар

### Окситанія
1. Сен-Гілем-ле-Дезер: колишнє абатство де Геллоне
2. Аньян/Сен-Жан-де-Фос: Pont du Diable
3. Сен-Жіль-дю-Гар: колишня ігуменська церква
4. Одрессен: церква Трамесайг
5. Сен-Лізьє: колишній собор і монастир, собор Нотр-Дам-де-ла-Сед, єпископський палац, вал
6. Конк: Церква абатства Сент-Фуа
7. Конк: міст через Дурду
8. Еспальйон: Пон-В'є
9. Естен: міст через Лот
10. Сен-Шелі-д'Обрак: міст під назвою des pilgrims через Боральде
11. Сен-Бертран-де-Комменж: колишній собор Нотр-Дам
12. Сен-Бертран-де-Комменж: палеохристиянська базиліка, каплиця Сен-Жульєн
13. Тулуза: базиліка Сен-Сернен
14. Тулуза: Готель-Дьє Сен-Жак
15. Валькабрер: церква Сен-Жюст
16. Ош: собор Сент-Марі
17. Бомон та Ларрессенгль: Pont d'Artigue or of Lartigue
18. Ла-Ром'є: колегіальна церква Сен-П'єр
19. Каор: собор Сент-Етьєн
20. Каор: міст Валантре
21. Греалу: дольмен Пеш-Лаглера
22. Фіжак: лікарня Сен-Жак
23. Рокамадур: церква Сен-Совер і склеп Сен-Амадур
24. Аранюе: хоспіс Плану та каплиця Notre-Dame-de-l'Assomption, aka. каплиця тамплієрів
25. Гаварні: парафіяльна церква
26. Жезо: церква Сен-Лоран
27. Урді-Котдуссан: церква Котдюссана
28. Rabastens: церква Нотр-Дам-дю-Бур
29. Муассак: абатство-церква Сен-П'єр і монастир

### Прованс — Альпи — Лазурний Берег
1. Арль: Церква Святого Гонората